# 耶律塔不也
耶律塔不也（やりつ とうふや、生没年不詳）は、遼（契丹）の政治家。

## 経歴
仲父隋国王耶律釈魯の末裔にあたる。蹴鞠を得意とした。咸雍初年、祗候郎君に補任された。耶律乙辛と仲が良く、太康3年（1077年）に皇太子耶律濬が誣告されると、耶律乙辛のために太子の擁立計画が事実だと偽って上奏した。道宗はこれを信じて太子を廃位した。塔不也は延慶宮副使に転じた。寿昌元年（1095年）、行宮都部署となった。
乾統元年（1101年）、天祚帝が即位すると、塔不也は耶律乙辛の党与として、特免部節度使に左遷された。枢密使の耶律阿思に賄賂を渡して重い罰から逃れ、敵烈部節度使に転じ、敦睦宮使として復帰した。天慶元年（1111年）、西北路招討使として出向した。後に病没した。

## 伝記資料
- 『遼史』巻111 列伝第41 姦臣下